# Kiến Quốc, Kiến Thụy
Kiến Quốc là một xã thuộc huyện Kiến Thụy, thành phố Hải Phòng, Việt Nam.
Xã Kiến Quốc có diện tích 6,26 km², dân số năm 1999 là 11.000 người